# 亜寒帯
|   |        |     |     |     |     |    |     |     |     |     |     |     |     |     |     |     |     |     |
|   |        | fa  | fb  | fc  | fd  | m  | wa  | wb  | wc  | wd  | sa  | sb  | sc  | sd  |     |     |     |     |
| E | 寒帯   |     |     |     |     |    |     |     |     |     |     |     |     |     | ET  | ET  | EF  | EF  |
| D | 亜寒帯 | Dfa | Dfb | Dfc | Dfd |    | Dwa | Dwb | Dwc | Dwd | Dsa | Dsb | Dsc | Dsd |     |     |     |     |
| C | 温帯   | Cfa | Cfb | Cfc |     |    | Cwa | Cwb | Cwc |     | Csa | Csb | Csc |     |     |     |     |     |
| B | 乾燥帯 |     |     |     |     |    |     |     |     |     |     |     |     |     | BSh | BSk | BWh | BWk |
| A | 熱帯   | Af  | Af  |     |     | Am | Aw  | Aw  |     |     | As  | As  |     |     |     |     |     |     |

亜寒帯（あかんたい）、または冷帯（れいたい）とは、ケッペンの気候区分における気候帯のひとつである。記号はDで、低緯度から4番目に位置することを示す。
フローンの気候区分においては、亜寒帯（記号：6a）と冷帯（記号：6）は区別される。フローンの気候区分の場合、亜寒帯（6a）はケッペンの気候区分の亜寒帯・冷帯と一致し、冷帯（6）はケッペンの気候区分のツンドラ気候（ET）に相当する。

## 定義
- 最寒月平均気温が-3℃未満（冬季の積雪が根雪になること）。
- 最暖月平均気温が10℃以上（樹木が生育できること）。
- 年平均降水量が乾燥限界以上。

## 気候区

### ケッペン
オリジナルのケッペンの区分では雨の多い季節により、3つの気候区に分けた。これらを夏の気温により、それぞれ4つに分けた。
- 亜寒帯湿潤気候（Dfa,Dfb,Dfc,Dfd）
- 亜寒帯冬季少雨気候（Dwa,Dwb,Dwc,Dwd）
- 高地地中海性気候（Dsa,Dsb,Dsc,Dsd） - 亜寒帯の一種だが分布地域はごく限られている。

fは湿潤（feucht）、wは冬に乾燥（wintertrocken）、sは夏に乾燥（sommertrocken）のドイツ語での頭文字である。

### トレワーサ
トレワーサは、ケッペンが下位区分に使った夏の気温により、2つの気候区に分けた。
- 湿潤大陸性気候（Dfa,Dwa,Dsa,Dfb,Dwb,Dsb）
- 亜寒帯気候（Dfc,Dwc,Dsc,Dfd,Dwd,Dsd） ⇒ 北半球一の寒極がある。

冬の期間は長く寒いがやはり四季の変化が見られ植物の生育期間も長いので農牧業が可能である混合林型（Da,Db）と、夏が短く冬は前気候（Da,Db）よりもさらに長く寒さもきびしい上、土壌もやせており農業不適地の針葉樹林型（Dc,Dd）という分け方である。

## 特徴
樹林気候の中では、寒暖の差が最も大きい気候である。シベリア東部内陸部などでは夏は暑く冬になると氷雪気候並みもしくはそれ以下の寒さになるところがあり、世界的な年較差をなしている。
樹木の生育及び夏季の農業が可能なため冬季の寒さ対策により人間は居住可能である。
農業・林業・畜産業といった産業に加えて近代以降北海道、ヨーロッパ東部やアメリカ合衆国とカナダの国境付近では高度な産業集積が行われ数々の都市が活動している。

## 分布地域
- 中華人民共和国北部・朝鮮半島の大部分・ロシアの大部分・ドイツ東部から東ヨーロッパにかけて・アルプス山脈周辺・コーカサス山脈周辺・アメリカ合衆国北部からカナダにかけての地域など、主にユーラシア大陸や北アメリカ大陸の、概ね緯度40°以上（大陸西岸では50-60°以上）の高緯度地域や高標高地域に比較的広く分布する。アイスランド南部や日本北部は数少ない亜寒帯に属する島国である（「島」であれば、カナダ最東部のケープ・ブレトン島やニューファンドランド島もこの気候帯に属する）。南半球ではこの緯度に陸地が少なく（このために吠える40度、狂う50度、絶叫する60度と呼ばれる荒れた海域が広がる）、南アメリカ最南部のフエゴ島等わずかな陸地では年較差の小さい海洋性気候となって、むしろ夏の気温で、即ち最寒月平均気温が氷点下3℃未満となることなく最暖月平均気温が10℃以上か未満かで温帯か寒帯かに分かれるため、陸上に亜寒帯がみられるのはほぼ北半球のみである（厳密にはニュージーランド南島の南アルプス山脈沿いの高原地帯の一部に亜寒帯の地域も存在している）。
- 日本では北海道のほぼ全域と東北の内陸部、北関東から甲信越・飛騨・北陸地方にかけての高原地帯がDfa,Dfbに属する。

## 植生と土壌
- トレワーサによる細分により、亜寒帯地域の植生と土壌を区分して説明することができる。
- 湿潤大陸性気候（Da、Db）に属する地域（おもに南部）では、針葉樹林と広葉樹林の混合林が広がり、肥沃な褐色森林土が分布している。
- 亜寒帯気候（Dc、Dd）に属する地域（おもに北部）では、タイガと呼ばれる針葉樹の純林（単一樹種が大半を占める森林）が形成され、寒冷な気候のため有機物の分解が進まず、溶脱作用によって酸性のポドゾルと呼ばれるやせた灰白色の土が多くを占める。地下には年間を通じて凍結したままの永久凍土が広がる。地球温暖化の進行とともに永久凍土が解けて閉じこめられていた有機物が分解し、強力な温室効果物質であるメタンとなって大気中に放出されるという悪循環の形成が報告されている。

## 主な農作物
春小麦・ライ麦・ジャガイモなど。
土地がやせて穀物生産など農作物栽培に向かない地域や月平均気温10℃以上が3ヶ月以下（Dc,Dd気候）の地域では放牧や酪農が行われる。地域によっては、冷涼な気候に強いジャガイモ・ライ麦・蕎麦などが栽培されているところがある。北海道や中国東北部など、比較的低緯度で夏季に高温湿潤となる地域では稲作も行われている。
酪農は主に大消費地に近い地域、放牧はそうでない地域で行われている。